# Qualitätsring Medizinische Software
Der Qualitätsring Medizinische Software (QMS) ist ein eingetragener Verein mit Sitz in Kerpen in Nordrhein-Westfalen, in dem Lösungsanbieter und Dienstleister im Gesundheitswesen zusammengeschlossen sind. Gegründet wurde er für Praxissoftwarelösungen und medizinische Messgeräte, um einen Austausch von IT und Medizintechnik zu ermöglichen. Heute geht es um die Standardisierung aller Datenaustauschprozesse zwischen Akten – Leistungserbringern – Netzen und Management-Gesellschaften über Sektorengrenzen hinweg.
Der Verein hat den Zweck, Standards für die Interoperabilität von IT-Lösungen im Gesundheitssystem zu erarbeiten, zu prüfen, weiterzuentwickeln und zu fördern. Damit sollen die Qualität, die Effizienz und die Sicherheit der öffentlichen Gesundheitsversorgung gesteigert und so deren Kosten gesenkt werden.
Der QMS hat den Gerätedatenträger-Standard (GDT) entwickelt, ein Protokoll zur Integration von medizinischen Messgeräten in die elektronische Patientenakte. Der QMS ist Mitgründer von SCIPHOX.
Hersteller von medizinischer Software, Berater oder Dienstleistungsanbieter können die praxiserprobten Schnittstellenbeschreibungen für ihre Anwendungen nutzen. Im Falle der GDT-Satzbeschreibung stellen der QMS e.V. ein kostenfreies Prüfmodul zum Testen zur Verfügung.